# Bomærke
Et bomærke eller husmærke et navne- eller ejendomsmærke udformet som et grafisk symbol eller signet f.eks. på husfacader. Motivet på et bomærke hentyder ofte til beboernes erhverv eller navn. Det kan også være et monogram. Bomærker er formodentlig ældre end byvåben.
Inden for moderne grafisk design og branding benyttes bomærke også som betegnelse for den billed- og symbolmæssige del af et logo. Bomærke og navnetræk (navn skrevet med en bestemt skrift) udgør således tilsammen, og i en nærmere defineret indbyrdes opsætning, et logo.

## Galleri
- Chi Rho monogram (labarum) som bomærke
- Pentagram (findes med mange variantformer)
- Timeglass (findes med mange variantformer)
- Timeglass variant
- Rune og populært som bomærke
- Trikvetra variant populært som bomærke
- Venus symbol populært som bomærke

## Reference
1. ↑  bomærke — Ordbog — ODS — ordnet.dk